# Shuto Asano (Fußballspieler, 2001)
Shuto Asano (japanisch 浅野 崇斗 Asano Shuto; * 4. März 2001) ist ein japanischer Fußballspieler.

## Karriere
Shuto Asano erlernte das Fußballspielen in der Schulmannschaft der Nippon Sport Science University Kashiwa High School. Nach dem Ende der Schulzeit war er von April 2019 bis August 2019 vereinslos. Im September 2019 ging er nach Deutschland. Hier nahm ihn der 1. FC Mönchengladbach aus Mönchengladbach unter Vertrag. Mit dem Verein spielte er 14-mal in der Gruppe 2 der Landesliga Niederrhein. Von Juli 2020 bis Februar 2021 war er wieder vertrags- und vereinslos. Ende Februar 2021 ging er nach Litauen, wo er bis Juni 2024 für Ekranas Panevėžys, FK Babrungas und den FK Atmosfera spielte. Im Juli 2024 zog es ihn nach Kambodscha. Hier nahm ihn der 	Erstligist Angkor Tiger aus Siem Reap unter Vertrag. Bisher bestritt er zehn Erstligaspiele. Hierbei erzielte er vier Treffer.